# Egalicia flavescens
Egalicia flavescens är en skalbaggsart som först beskrevs av Thomson 1864.  Egalicia flavescens ingår i släktet Egalicia och familjen långhorningar. Inga underarter finns listade i Catalogue of Life.